# Charlotte Bobcats 2007-2008
La stagione 2007-08 dei Charlotte Bobcats fu la 18ª nella NBA per la franchigia.
I Charlotte Bobcats arrivarono quarti nella Southeast Division della Eastern Conference con un record di 32-50, non qualificandosi per i play-off.

## Roster
| N° | Naz.                   | Ruolo | Sportivo           | Anno | Alt. | Peso |
| -- | ---------------------- | ----- | ------------------ | ---- | ---- | ---- |
| 0  | Stati Uniti (bandiera) | G     | Jeff McInnis       | 1974 | 193  | 86   |
| 1  | Stati Uniti (bandiera) | G     | Derek Anderson     | 1974 | 196  | 88   |
| 3  | Stati Uniti (bandiera) | A     | Gerald Wallace     | 1982 | 201  | 98   |
| 4  | Stati Uniti (bandiera) | A     | Jared Dudley       | 1985 | 201  | 102  |
| 5  | Argentina (bandiera)   | A     | Wálter Herrmann    | 1979 | 206  | 102  |
| 6  | Stati Uniti (bandiera) | C     | Nazr Mohammed      | 1977 | 208  | 100  |
| 7  | Slovenia (bandiera)    | C     | Primož Brezec      | 1979 | 218  | 114  |
| 11 | Stati Uniti (bandiera) | G     | Earl Boykins       | 1976 | 165  | 61   |
| 13 | Stati Uniti (bandiera) | G     | Matt Carroll       | 1976 | 198  | 96   |
| 15 | Stati Uniti (bandiera) | C     | Ryan Hollins       | 1984 | 213  | 104  |
| 20 | Stati Uniti (bandiera) | G     | Raymond Felton     | 1984 | 185  | 90   |
| 23 | Stati Uniti (bandiera) | G     | Jason Richardson   | 1981 | 198  | 100  |
| 24 | Stati Uniti (bandiera) | AC    | Othella Harrington | 1974 | 206  | 107  |
| 33 | Stati Uniti (bandiera) | G     | Jermareo Davidson  | 1984 | 208  | 104  |
| 50 | Stati Uniti (bandiera) | AC    | Emeka Okafor       | 1982 | 208  | 114  |

## Staff tecnico
- Allenatore: Sam Vincent
- Vice-allenatori: Phil Ford, Jeff Capel, Paul Mokeski, Lee Rose, Mike Sanders, Dell Curry
- Preparatore atletico: Joe Sharpe